# 2024年アメリカグランプリ
2024年アメリカグランプリ（英: 2024 United States Grand Prix、正式名称: Formula 1 Pirelli United States Grand Prix 2024）は、2024年のF1世界選手権第19戦として、2024年10月20日にサーキット・オブ・ジ・アメリカズで開催された。

## 背景
タイヤ
ピレリが持ち込んだドライ用タイヤのコンパウンドはハード（白）：C2、ミディアム（黄）：C3、ソフト（赤）：C4の組み合わせ。
| ドライ用   | ドライ用       | ドライ用   | ウェット用           | ウェット用   |
| C2         | C3             | C4         | インターミディエイト | フルウェット |
| ---------- | -------------- | ---------- | -------------------- | ------------ |
| （ハード） | （ミディアム） | （ソフト） | （小雨用）           | （大雨用）   |
DRS：2箇所
※（　）内は検知ポイント
- DRS1：ターン11の345m先から（ターン10の150m先）
- DRS2：ターン20の80m先から（ターン18の65m先）

特別カラーリング
- マクラーレン：公式プライマリーパートナーのGoogleと提携し、前年のイギリスGPでも採用された「クロームカラー」をMCL38に施す。
- アルピーヌ：公式パートナーのXboxとのコラボレーションで、ゲームソフト「インディ・ジョーンズ/大いなる円環（Indiana Jones and the Great Circle）」の発売を記念して、同ゲームのイメージを取り入れた「サンセットオレンジ」をA524とレーシングスーツに施す。
- ハース：ホームグランプリを迎えるにあたり、通常のカラーリングである黒 / 赤 / 白に加え、アメリカ合衆国の国旗をイメージさせる青地に星のデザインをVF-24とレーシングスーツに施す。また、10月11日にTOYOTA GAZOO Racingとの公式テクニカルパートナーシップが締結されたことに伴い、本GPから同社のロゴがVF-24とレーシングスーツに描かれる。

## エントリー
レギュラードライバー
- RB：チームを離脱したダニエル・リカルドに代わって、リザーブドライバーのリアム・ローソンを起用する。

## フリー走行

### FP1
2024年10月18日 12:30 CDT (UTC-5)
- 気温：25 °C (77 °F) 路面温度：38 °C (100 °F) 天候：晴 路面状況：ドライ

（特記のない出典：）
RBはセッション開始を前にリアム・ローソンのパワーユニット（PU）のエレメントを全て交換し、エキゾーストを除く全てのエレメントが年間最大使用数を超えたため、決勝は最後尾グリッドに降格する。

#### FP1の結果
| 順位  | ドライバー         | コンストラクター | タイム   |
| ----- | ------------------ | ---------------- | -------- |
| 1     | C.サインツ         | フェラーリ       | 1:33.602 |
| 2     | C.ルクレール       | フェラーリ       | 1:33.623 |
| 3     | M.フェルスタッペン | レッドブル       | 1:33.855 |
| 4     | L.ノリス           | マクラーレン     | 1:33.868 |
| 5     | O.ピアストリ       | マクラーレン     | 1:33.908 |
| 出典: |                    |                  |          |

- 注: トップ5まで掲載。

## スプリント予選
2024年10月18日 16:30 CDT (UTC-5)
（特記のない出典：）
- 気温：28 °C (82 °F) 路面温度：35 °C (95 °F) 天候：晴 路面状況：ドライ

マックス・フェルスタッペンがスプリントのポールポジションを獲得した。フェルスタッペンがスプリントと決勝の両方を含めてポールポジションからスタートするのは第11戦オーストリアGPの決勝以来となる。フェルスタッペンとタイトルを争うランド・ノリスは4番手に終わった。
セッション前に軽い雨が降ったが路面状況に影響は及ばなかった。多くのドライバーがトラックリミット違反に苦しみ、オスカー・ピアストリはSQ1で、アストンマーティン勢とリアム・ローソンはSQ2でベストタイムが抹消されて敗退した。セルジオ・ペレスもSQ1の最初のアタックでトラックリミット違反によりタイムが抹消されるも2回目のアタックでSQ2に進出したが、SQ2は11番手にとどまり敗退が決まった。SQ3に進出した角田裕毅は9番手からスプリントをスタートする。

### スプリント予選の結果
| 順位                | No. | ドライバー                 | コンストラクター                        | SQ1      | SQ2      | SQ3      | Grid |
| ------------------- | --- | -------------------------- | --------------------------------------- | -------- | -------- | -------- | ---- |
| 1                   | 1   | マックス・フェルスタッペン | レッドブル-ホンダ・RBPT                 | 1:33.908 | 1:33.290 | 1:32.833 | 1    |
| 2                   | 63  | ジョージ・ラッセル         | メルセデス                              | 1:34.125 | 1:33.544 | 1:32.845 | 2    |
| 3                   | 16  | シャルル・ルクレール       | フェラーリ                              | 1:33.647 | 1:33.392 | 1:33.059 | 3    |
| 4                   | 4   | ランド・ノリス             | マクラーレン-メルセデス                 | 1:33.919 | 1:33.566 | 1:33.083 | 4    |
| 5                   | 55  | カルロス・サインツ         | フェラーリ                              | 1:34.109 | 1:33.274 | 1:33.089 | 5    |
| 6                   | 27  | ニコ・ヒュルケンベルグ     | ハース-フェラーリ                       | 1:34.825 | 1:33.994 | 1:33.183 | 6    |
| 7                   | 44  | ルイス・ハミルトン         | メルセデス                              | 1:33.840 | 1:33.370 | 1:33.378 | 7    |
| 8                   | 20  | ケビン・マグヌッセン       | ハース-フェラーリ                       | 1:34.403 | 1:33.788 | 1:33.398 | 8    |
| 9                   | 22  | 角田裕毅                   | RB-ホンダ・RBPT                         | 1:34.646 | 1:34.052 | 1:33.802 | 9    |
| 10                  | 43  | フランコ・コラピント       | ウィリアムズ-メルセデス                 | 1:34.606 | 1:33.952 | 1:34.406 | 10   |
| 11                  | 11  | セルジオ・ペレス           | レッドブル-ホンダ・RBPT                 | 1:34.333 | 1:34.244 | n/a      | 11   |
| 12                  | 10  | ピエール・ガスリー         | アルピーヌ-ルノー                       | 1:34.865 | 1:34.363 | n/a      | 12   |
| 13                  | 18  | ランス・ストロール         | アストンマーティン・アラムコ-メルセデス | 1:34.324 | No time  | n/a      | 13   |
| 14                  | 14  | フェルナンド・アロンソ     | アストンマーティン・アラムコ-メルセデス | 1:34.436 | No time  | n/a      | 14   |
| 15                  | 30  | リアム・ローソン           | RB-ホンダ・RBPT                         | 1:34.617 | No time  | n/a      | 15   |
| 16                  | 81  | オスカー・ピアストリ       | マクラーレン-メルセデス                 | 1:34.881 | n/a      | n/a      | 16   |
| 17                  | 31  | エステバン・オコン         | アルピーヌ-ルノー                       | 1:34.917 | n/a      | n/a      | 17   |
| 18                  | 23  | アレクサンダー・アルボン   | ウィリアムズ-メルセデス                 | 1:35.054 | n/a      | n/a      | PL 1 |
| 19                  | 77  | バルテリ・ボッタス         | キック・ザウバー-フェラーリ             | 1:35.148 | n/a      | n/a      | 18   |
| 20                  | 24  | 周冠宇                     | キック・ザウバー-フェラーリ             | 1:36.472 | n/a      | n/a      | 19   |
| 107% time: 1:40.202 |     |                            |                                         |          |          |          |      |
| 出典:               |     |                            |                                         |          |          |          |      |

追記
- ^1 - アルボンはパルクフェルメ下でセッティングを変更したためピットレーンスタート[15]

## スプリント
2024年10月19日 13:00 CDT (UTC-5)
（特記のない出典: ）
- レース距離：5.513 km × 19周 - 0.323 km（オフセット）＝ 104.424 km[17]
- 気温：27 °C (81 °F) 路面温度：45 °C (113 °F) 天候：晴 路面状況：ドライ

### スプリントの結果
| 順位  | No. | ドライバー                 | コンストラクター                        | 周回数 | タイム/リタイア原因 | Grid | Pts. |
| ----- | --- | -------------------------- | --------------------------------------- | ------ | ------------------- | ---- | ---- |
| 1     | 1   | マックス・フェルスタッペン | レッドブル-ホンダ・RBPT                 | 19     | 31:06.146           | 1    | 8    |
| 2     | 55  | カルロス・サインツ         | フェラーリ                              | 19     | +3.882              | 5    | 7    |
| 3     | 4   | ランド・ノリス             | マクラーレン-メルセデス                 | 19     | +6.240              | 4    | 6    |
| 4     | 16  | シャルル・ルクレール       | フェラーリ                              | 19     | +6.956              | 3    | 5    |
| 5     | 63  | ジョージ・ラッセル         | メルセデス                              | 19     | +15.766             | 2    | 4    |
| 6     | 44  | ルイス・ハミルトン         | メルセデス                              | 19     | +18.724             | 7    | 3    |
| 7     | 20  | ケビン・マグヌッセン       | ハース-フェラーリ                       | 19     | +25.161             | 8    | 2    |
| 8     | 27  | ニコ・ヒュルケンベルグ     | ハース-フェラーリ                       | 19     | +26.588             | 6    | 1    |
| 9     | 11  | セルジオ・ペレス           | レッドブル-ホンダ・RBPT                 | 19     | +29.950             | 11   |      |
| 10    | 81  | オスカー・ピアストリ       | マクラーレン-メルセデス                 | 19     | +37.059 1           | 16   |      |
| 11    | 22  | 角田裕毅                   | RB-ホンダ・RBPT                         | 19     | +38.363             | 9    |      |
| 12    | 43  | フランコ・コラピント       | ウィリアムズ-メルセデス                 | 19     | +39.460             | 10   |      |
| 13    | 18  | ランス・ストロール         | アストンマーティン・アラムコ-メルセデス | 19     | +41.236             | 13   |      |
| 14    | 10  | ピエール・ガスリー         | アルピーヌ-ルノー                       | 19     | +41.995             | 12   |      |
| 15    | 31  | エステバン・オコン         | アルピーヌ-ルノー                       | 19     | +42.804             | 17   |      |
| 16    | 30  | リアム・ローソン           | RB-ホンダ・RBPT                         | 19     | +44.008             | 15   |      |
| 17    | 23  | アレクサンダー・アルボン   | ウィリアムズ-メルセデス                 | 19     | +44.564             | PL   |      |
| 18    | 14  | フェルナンド・アロンソ     | アストンマーティン・アラムコ-メルセデス | 19     | +46.807             | 14   |      |
| 19    | 24  | 周冠宇                     | キック・ザウバー-フェラーリ             | 19     | +52.842             | 19   |      |
| 20    | 77  | バルテリ・ボッタス         | キック・ザウバー-フェラーリ             | 19     | +54.476             | 18   |      |
| 出典: |     |                            |                                         |        |                     |      |      |

追記
- ^1 - ピアストリはガスリーをコース外に押し出したため、5秒のタイムペナルティ（ペナルティ未消化のため、レースタイムに5秒加算）が科せられた[20]

ファステストラップ
- マックス・フェルスタッペン - 1:37.463（19周目）

ラップリーダー
太字は最多ラップリーダー
- マックス・フェルスタッペン - 19周 (1-19)

## 予選
2024年10月19日 17:00 CDT (UTC-5)
（特記のない出典: ）
- 気温：29 °C (84 °F) 路面温度：39 °C (102 °F) 天候：晴 路面状況：ドライ

### 予選結果
| 順位                | No. | ドライバー                 | コンストラクター                        | Q1       | Q2       | Q3       | Grid |
| ------------------- | --- | -------------------------- | --------------------------------------- | -------- | -------- | -------- | ---- |
| 1                   | 4   | ランド・ノリス             | マクラーレン-メルセデス                 | 1:33.616 | 1:32.851 | 1:32.330 | 1    |
| 2                   | 1   | マックス・フェルスタッペン | レッドブル-ホンダ・RBPT                 | 1:33.046 | 1:32.584 | 1:32.361 | 2    |
| 3                   | 55  | カルロス・サインツ         | フェラーリ                              | 1:33.556 | 1:32.836 | 1:32.652 | 3    |
| 4                   | 16  | シャルル・ルクレール       | フェラーリ                              | 1:33.241 | 1:32.962 | 1:32.740 | 4    |
| 5                   | 81  | オスカー・ピアストリ       | マクラーレン-メルセデス                 | 1:33.864 | 1:33.057 | 1:32.950 | 5    |
| 6                   | 63  | ジョージ・ラッセル         | メルセデス                              | 1:33.536 | 1:33.142 | 1:32.974 | PL 1 |
| 7                   | 10  | ピエール・ガスリー         | アルピーヌ-ルノー                       | 1:33.550 | 1:33.162 | 1:33.018 | 6    |
| 8                   | 14  | フェルナンド・アロンソ     | アストンマーティン・アラムコ-メルセデス | 1:33.973 | 1:33.429 | 1:33.309 | 7    |
| 9                   | 20  | ケビン・マグヌッセン       | ハース-フェラーリ                       | 1:33.564 | 1:33.474 | 1:33.481 | 8    |
| 10                  | 11  | セルジオ・ペレス           | レッドブル-ホンダ・RBPT                 | 1:33.611 | 1:33.020 | No time  | 9    |
| 11                  | 22  | 角田裕毅                   | RB-ホンダ・RBPT                         | 1:33.795 | 1:33.506 | n/a      | 10   |
| 12                  | 27  | ニコ・ヒュルケンベルグ     | ハース-フェラーリ                       | 1:33.601 | 1:33.544 | n/a      | 11   |
| 13                  | 31  | エステバン・オコン         | アルピーヌ-ルノー                       | 1:33.986 | 1:33.597 | n/a      | 12   |
| 14                  | 18  | ランス・ストロール         | アストンマーティン・アラムコ-メルセデス | 1:34.033 | 1:33.759 | n/a      | 13   |
| 15                  | 30  | リアム・ローソン           | RB-ホンダ・RBPT                         | 1:33.339 | No time  | n/a      | 19 2 |
| 16                  | 23  | アレクサンダー・アルボン   | ウィリアムズ-メルセデス                 | 1:34.051 | n/a      | n/a      | 14   |
| 17                  | 43  | フランコ・コラピント       | ウィリアムズ-メルセデス                 | 1:34.062 | n/a      | n/a      | 15   |
| 18                  | 77  | バルテリ・ボッタス         | キック・ザウバー-フェラーリ             | 1:34.152 | n/a      | n/a      | 16   |
| 19                  | 44  | ルイス・ハミルトン         | メルセデス                              | 1:34.154 | n/a      | n/a      | 17   |
| 20                  | 24  | 周冠宇                     | キック・ザウバー-フェラーリ             | 1:34.228 | n/a      | n/a      | 18 3 |
| 107% time: 1:40.169 |     |                            |                                         |          |          |          |      |
| 出典:               |     |                            |                                         |          |          |          |      |

追記
- ^1 - ラッセルはQ3でクラッシュした影響により、パルクフェルメ下にあるマシンのパーツとエレメントを交換したためピットレーンスタート[27]
- ^2 - ローソンはFP1で年間最大使用数を超えるパワーユニットのエレメント交換（5基目のICE（エンジン） / TC（ターボチャージャー） / MGU-H / MGU-K、3基目のES（エナジーストア） / CE（コントロールエレクトロニクス））を行い、降格グリッド数（60）が15を超えたため、最後尾グリッドへ降格[11][28][注 1][注 2]
- ^3 - 周はスプリント予選で年間最大使用数を超えるパワーユニットのエレメント交換（4基目のES）を行ったため5グリッド降格[29][注 5]

## 決勝
2024年10月20日 14:00 CDT (UTC-5)
（特記のない出典: ）
- 気温：27 °C (81 °F) 路面温度：47 °C (117 °F) 天候：晴 路面状況：ドライ

フロントローからスタートしたランド・ノリスとマックス・フェルスタッペンが牽制し合う中、シャルル・ルクレールがその間隙をついて首位に立ち、カルロス・サインツもノリスを抜いて3位に浮上する。ルイス・ハミルトンが2周目にスピンオフを喫してグラベルから脱出できず、第9戦カナダGP以来10戦ぶりにセーフティカーが出動した。セーフティカーが退いた後もルクレールがレースを支配し、サインツもレース終盤にアンダーカットを成功させてフェラーリが1-2フィニッシュを決めた。フェラーリがアメリカGPで1-2フィニッシュを決めたのは2006年以来18年ぶりである。フェラーリはコンストラクターズランキング2位のレッドブルに8点差まで接近し、首位のマクラーレンにも48点差まで迫り、コンストラクターズタイトル争いは三つ巴の様相を呈してきた。
フェラーリ勢の先行を許して3位に後退したフェルスタッペンはノリスにも迫られてオーバーテイクされるも、ノリスがコース外でフェルスタッペンを抜いたと判断されて5秒ペナルティを科せられたことで、フェルスタッペンは3位の座を守った。これでフェルスタッペンとノリスとのポイント差は40点に広がった。
1年ぶりのF1参戦となったRBのリアム・ローソンはパワーユニットの交換で最後尾スタートとなったが9位入賞を果たす一方、角田裕毅はアレクサンダー・アルボンをコース外に押し出したことで5秒ペナルティが科され、スピンを喫するなどいいところがなく14位に終わった。

### レース結果
| 順位  | No. | ドライバー                 | コンストラクター                        | 周回数 | タイム/リタイア原因 | Grid | Pts. |
| ----- | --- | -------------------------- | --------------------------------------- | ------ | ------------------- | ---- | ---- |
| 1     | 16  | シャルル・ルクレール       | フェラーリ                              | 56     | 1:35:09.639         | 4    | 25   |
| 2     | 55  | カルロス・サインツ         | フェラーリ                              | 56     | +8.562              | 3    | 18   |
| 3     | 1   | マックス・フェルスタッペン | レッドブル-ホンダ・RBPT                 | 56     | +19.412             | 2    | 15   |
| 4     | 4   | ランド・ノリス             | マクラーレン-メルセデス                 | 56     | +20.354 1           | 1    | 12   |
| 5     | 81  | オスカー・ピアストリ       | マクラーレン-メルセデス                 | 62     | +21.921             | 5    | 10   |
| 6     | 63  | ジョージ・ラッセル         | メルセデス                              | 56     | +56.295             | PL   | 8    |
| 7     | 11  | セルジオ・ペレス           | レッドブル-ホンダ・RBPT                 | 56     | +59.072             | 9    | 6    |
| 8     | 27  | ニコ・ヒュルケンベルグ     | ハース-フェラーリ                       | 56     | +1:02.957           | 11   | 4    |
| 9     | 30  | リアム・ローソン           | RB-ホンダ・RBPT                         | 56     | +1:10.563           | 19   | 2    |
| 10    | 43  | フランコ・コラピント       | ウィリアムズ-メルセデス                 | 56     | +1:11.979           | 15   | 1    |
| 11    | 20  | ケビン・マグヌッセン       | ハース-フェラーリ                       | 56     | +1;19.782           | 8    |      |
| 12    | 10  | ピエール・ガスリー         | アルピーヌ-ルノー                       | 56     | +1:30.558 2         | 6    |      |
| 13    | 14  | フェルナンド・アロンソ     | アストンマーティン・アラムコ-メルセデス | 55     | +1 Lap              | 7    |      |
| 14    | 22  | 角田裕毅                   | RB-ホンダ・RBPT                         | 55     | +1 Lap 3            | 10   |      |
| 15    | 18  | ランス・ストロール         | アストンマーティン・アラムコ-メルセデス | 55     | +1 Lap              | 13   |      |
| 16    | 23  | アレクサンダー・アルボン   | ウィリアムズ-メルセデス                 | 55     | +1 Lap              | 14   |      |
| 17    | 77  | バルテリ・ボッタス         | キック・ザウバー-フェラーリ             | 55     | +1 Lap              | 16   |      |
| 18    | 31  | エステバン・オコン         | アルピーヌ-ルノー                       | 55     | +1 Lap              | 12   |      |
| 19    | 24  | 周冠宇                     | キック・ザウバー-フェラーリ             | 55     | +1 Lap              | 18   |      |
| Ret   | 44  | ルイス・ハミルトン         | メルセデス                              | 1      | スピンオフ          | 17   |      |
| 出典: |     |                            |                                         |        |                     |      |      |

追記
- ^1 - ノリスはコース外に出てアドバンテージを得たため、5秒のタイムペナルティ（ペナルティ未消化のため、レースタイムに5秒加算）が科せられた[38]
- ^2 - ガスリーはコース外に出てアドバンテージを得たため、5秒のタイムペナルティ（ペナルティ未消化のため、レースタイムに5秒加算）が科せられた[39]
- ^3 - 角田はアルボンをコース外に押し出したため、5秒のタイムペナルティ（ペナルティ未消化のため、レースタイムに5秒加算）が科せられた[40]

勝者シャルル・ルクレールの平均速度
- 194.453 km/h (120.827 mph)

ファステストラップ
- エステバン・オコン - 1:37.330（53周目）
  - 入賞圏外の18位でフィニッシュしたため、ポイント獲得の対象外

ラップリーダー
太字は最多ラップリーダー
- シャルル・ルクレール - 51周 (1-26, 32-56)
- ランド・ノリス - 5周 (27-31)

## 達成された主な記録
（特記のない出典：）
ドライバー
- 40回目の表彰台: シャルル・ルクレール
- 110回目の表彰台: マックス・フェルスタッペン
- 初ファステストラップ: エステバン・オコン
- 100戦目の出走: アレクサンダー・アルボン

コンストラクター
- 初ファステストラップ: アルピーヌ

## 第19戦終了時点のランキング
|       | 順位 | ドライバー                 | ポイント |
| ----- | ---- | -------------------------- | -------- |
|       | 1    | マックス・フェルスタッペン | 354      |
|       | 2    | ランド・ノリス             | 297      |
|       | 3    | シャルル・ルクレール       | 275      |
|       | 4    | オスカー・ピアストリ       | 247      |
|       | 5    | カルロス・サインツ         | 215      |
| 出典: |      |                            |          |

|       | 順位 | コンストラクター                        | ポイント |
| ----- | ---- | --------------------------------------- | -------- |
|       | 1    | マクラーレン-メルセデス                 | 544      |
|       | 2    | レッドブル-ホンダ・RBPT                 | 504      |
|       | 3    | フェラーリ                              | 496      |
|       | 4    | メルセデス                              | 344      |
|       | 5    | アストンマーティン・アラムコ-メルセデス | 86       |
| 出典: |      |                                         |          |

- 注：いずれもトップ5まで掲載。